# Torii Mototada
Torii Mototada (鳥居元忠?   1539 - 8 de septiembre de 1600) fue un samurai japonés que vivió en el Período Sengoku y a finales del Período Azuchi-Momoyama que sirvió a Tokugawa Ieyasu. Torii murió en el Asedio de Fushimi donde su fortaleza estaba siendo destruida por el ejército de Ishida Mitsunari. Al estar cerca de la rendición, Mototada se hizo un Seppuku cuando su ejército estaba sobrepasado grandemente por el ejército enemigo. Cambió la historia de Japón, permitiendo que Tokugawa escapara y ganara la batalla de Sekigahara.

## Primeros años
Torii nació en Okazaki, hijo de Torii Tadayoshi. Siendo niño fue enviado como rehén del clan Imagawa junto con Tokugawa Ieyasu. El joven Mototada sirvió como su paje. Después del regreso de Ieyasu al clan Tokugawa y de la unificación de la provincia de Mikawa, Mototada se convirtió en uno de sus principales generales.
En 1572, Mototada sucedió el liderazgo de la familia Torii a la muerte de su padre. Peleó en la batalla de Mikatagahara y en la batalla del Castillo Suwahara en el año siguiente y fue herido en las piernas lo que le ocasionó que desde ese momento tuviera dificultades para caminar.

## Servicio bajo Ieyasu
Mototada sirvió a Ieyasu en todas sus campañas principales. Con tan solo 2,000 hombres montó un ataque por la retaguardia en contra de un ejército de 10,000 hombres del clan Hojo y los venció. Poco tiempo después, Ieyasu le brindó el Castillo Tanimura en la Provincia Kai. En 1585 se unió a Okubo Tamayo y Hiraiwa Chikayoshi en el asedio del Castillo Ueda del clan Sanada.
Después de que Ieyasu se trasladó a la región Kantō, Torii recibió 40,000 koku de terreno en el Dominio Yasaku en la Provincia de Shimōsa, lo que lo convirtió en daimyō.

## Última Batalla y Muerte
En agosto de 1600, Torii fue alertado por espías de que un ejército de 40,000 hombres armados seguidores de Toyotomi Hideyoshi iban aniquilando todo a su paso hacia el Castillo Fushimi. La guardia del Castillo Fushimi era superada grandemente en número pero aún podían emprender la huida. En un acto de lealtad hacia su señor Tokugawa Torii decidió permanecer con su ejército en el castillo para pelear hasta el final.
En una conmovedora carta a su hijo Tadamasa, Torii le describió como la familia había servido a los Tokugawa por generaciones y como su propio hermano había muerto en batalla. En la carta, Torii aseguraba que sería un honor ser el primero en morir para que esto brindara valor al resto de los guerreros de Tokugawa, también le pidió a su hijo que hiciera el juramento de servir a los Tokugawa tanto en el “ascenso como en el declive” y que permaneciera humilde sin desear señorío o recompensas económicas.
Siendo amigos de toda la vida, Torii Mototada y Tokugawa Ieyasu partieron cada quien por su camino sabiendo que no volverían a verse de nuevo. Torii aseguró:

No es el camino del guerrero ser avergonzado y evitar la muerte aún en circunstancias que no son particularmente importantes… Por mi parte, estoy resuelto a hacer frente en el castillo y morir en una muerte rápida. No sería mucho problema irrumpir en sus filas y escapar, no importando cuántas decenas de cientos de sus jinetes se acercaran a atacar o por cuántas columnas fuéramos rodeados. Pero ese no es el significado de ser un verdadero guerrero, y sería difícil que fuera considerado como lealtad. En vez de eso, haré frente a las fuerzas de todo el país aquí y… morir una muerte resplandeciente.

Al final, con el Castillo incendiándose a su alrededor, Torii ordenó a sus hombres hacer frente en la batalla una y otra vez hasta que solo quedaron diez hombres. Los defensores del castillo lucharon heroicamente hasta el último hombre. Como era costumbre, Torii cometió seppuku antes que ser capturado vivo.
El asedio del Castillo Fushimi resistió el embate por diez días de un ejército que sumaba los 40,000 hombres permitiendo que Tokugawa pudiera escapar.
Las acciones de Torii Mototada cambiaron el curso de la historia de Japón. Tokugawa Ieyasu pudo armar un ejército de 90,000 hombres y confrontar a las fuerzas de Ishida en campo abierto en la Batalla de Sekigahara. En una sangrienta batalla, más de 200,000 guerreros se enfrentarían violentamente. 4,000 cabezas serían cortadas en las primeras horas de la batalla y 70,000 morirían en los siguientes dos días mientras que el remanente del ejército de Ishida era perseguido y ejecutado. La Batalla de Sekigahara fue decisiva en la unificación de Japón. La familia Tokugawa gobernaría el país entero por los próximos 268 años.
El suicidio de Mototada durante la caída de Fushimi es uno de los seppuku más conocidos en la historia japonesa.

## En la cultura popular
- Mototada aparece en el videojuego Age of Empires III: The Asian Dynasties, como amigo del protagonista de la campaña japonesa, el General Kichiro, quien está a las órdenes de Tokugawa Ieyasu. Mototada narra la historia, y es al final del 5º escenario que vemos la invasión a su castillo, y su posterior suicidio.